# Nam Luân Đôn
Nam Luân Đôn là phần phía nam của Luân Đôn, Anh. Các khu vực bao gồm trong đó được xác định theo nhiều mục đích khác nhau. Theo cách xác định thông thường thì Nam Luân Đôn gồm các khu nằm ở phía nam sông Thames. Ngoài ra còn một khu vực khác tương ứng là Bắc Luân Đôn.

## Địa phận

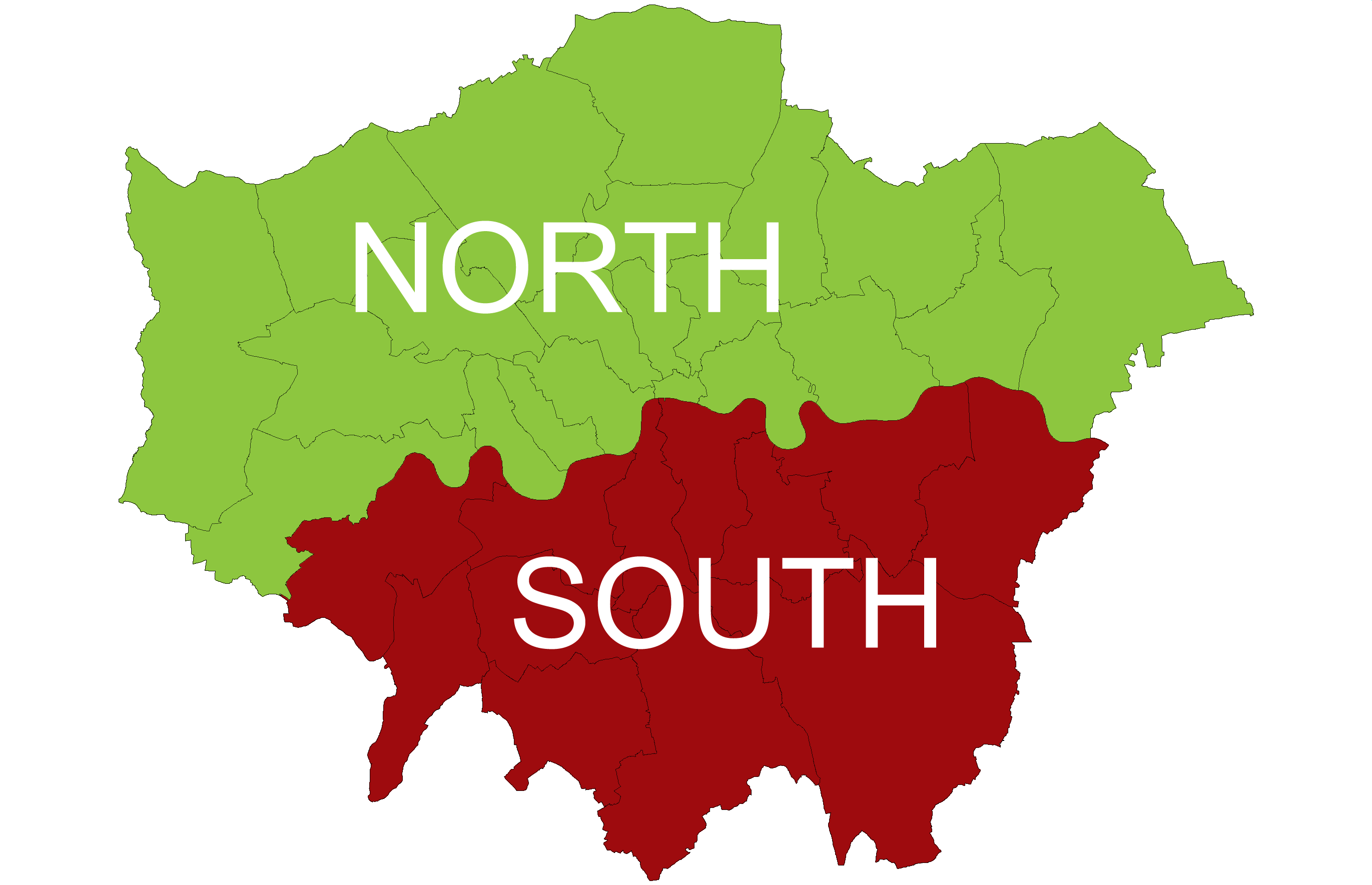
Bắc và Nam Luân Đôn xác định theo Ủy ban Địa phận

Sông Thames chia đôi Đại Luân Đôn thành hai phần. Phần phía bắc bao gồm các khu trung tâm có từ lâu đời, gồm Southwark, Lambeth, Bankside và Greenwich. Khu vực này chỉ có một phần nhỏ của mạng lưới Hệ thống giao thông ngầm Luân Đôn chạy qua, nhưng có nhiều hệ thống đường sắt ngoại ô tăng cường hơn so với Bắc Luân Đôn và là nơi hoạt động của tất cả các tuyến xe điện Luân Đôn.
Khu vực được cấu thành bởi các khu tự quản Luân Đôn, gồm: Bexley, Bromley, Croydon, Greenwich, Kingston, Lambeth, Lewisham, Merton, Richmond, Southwark, Sutton và Wandsworth. Cách xác định này là của Ủy ban Địa phận England. Khu Richmond trên sông Thames trải dọc hai bên bờ sông Thames và Ủy ban Địa phận xếp toàn bộ khu vực này là một phần của Nam Luân Đôn.
Năm 1965, Greenwich, Lambeth, Lewisham, Southwark và Wandsworth được xác định là các khu tự quản thuộc Nội Luân Đôn; Bexley, Bromley, Croydon, Kingston, Merton và Sutton được xác định là khác khu tự quản thuộc Ngoại Luân Đôn.

## Tiểu vùng

Các tiểu vùng hiện nay

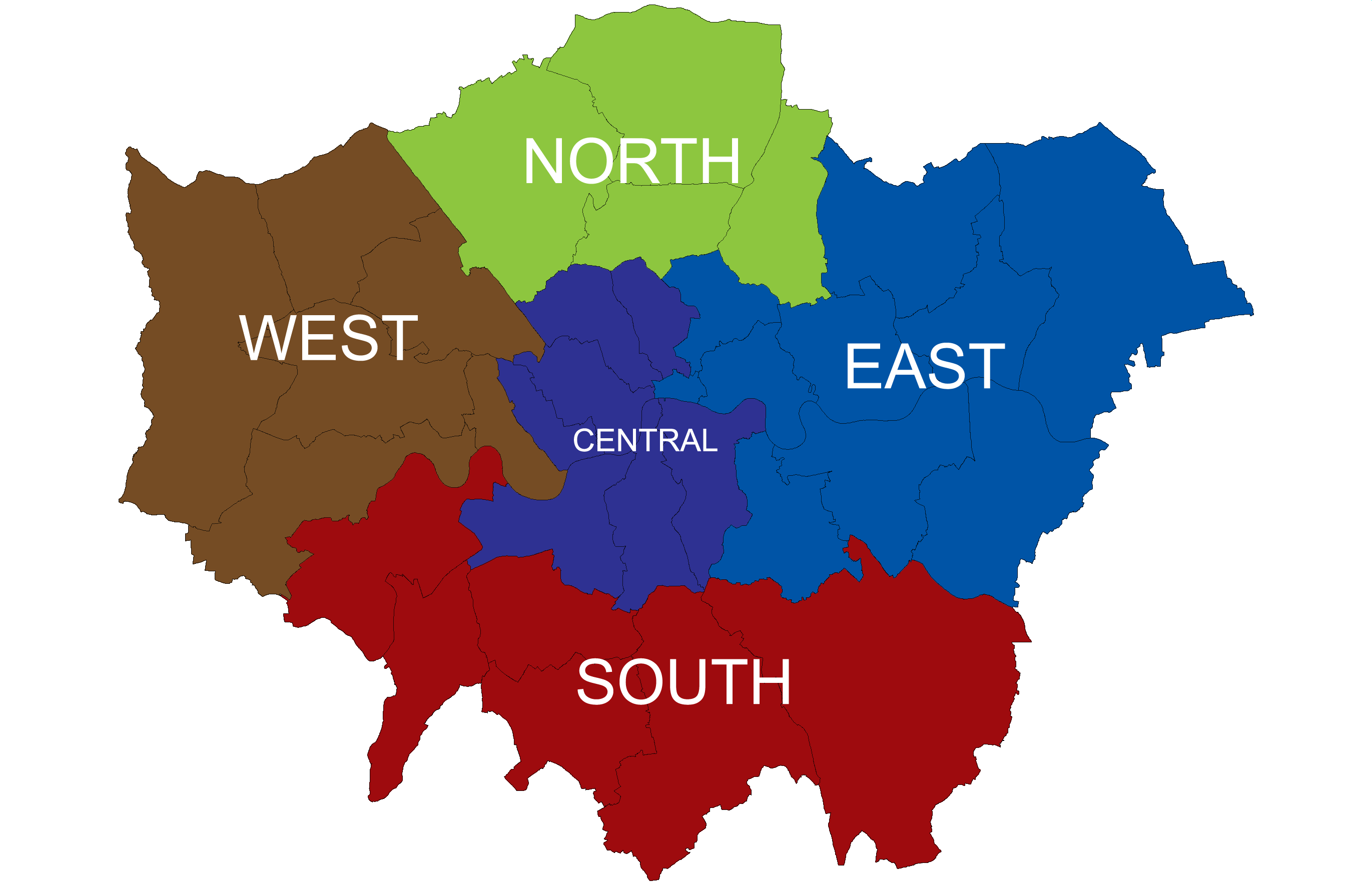
Các tiểu vùng 2004-2008

Theo phân chia trên Bản đồ Luân Đôn, có một tiểu vùng Bắc Luân Đôn thành lập từ năm 2004, ban đầu gồm các khu tự quản Bromley, Croydon, Kingston, Merton, Richmond và Sutton. Năm 2001, khu vực này có dân số vào khoảng 1.329.000. Năm 2008 có sự thay đổi, với tiểu vùng Đông Nam bao gồm Southwark, Lewisham, Greenwich, Bexley và Bromley; tiểu vùng Tây Nam gồm Croydon, Lambeth, Merton, Sutton, Kingston, Richmond và Wandsworth.

## Danh sách khu tự quản
Danh sách này bao gồm tất cả các khu tự quản nằm trong khu vực do Ủy ban Địa phận vạch ra.
|  | Khu tự quản Luân Đôn | Vùng mã bưu chính | Tiểu vùng 2008 | Hội đồng lập pháp Luân Đôn |
|  | -------------------- | ----------------- | -------------- | -------------------------- |
|  | Bexley               | DA, SE            | Đông Nam       | Bexley và Bromley          |
|  | Bromley              | BR, CR, SE, TN    | Đông Nam       | Bexley và Bromley          |
|  | Croydon              | CR, SE, SW        | Tây Nam        | Croydon và Sutton          |
|  | Greenwich            | SE, DA, BR        | Đông Nam       | Greenwich và Lewisham      |
|  | Kingston             | KT, SW            | Tây Nam        | Tây Nam                    |
|  | Lambeth              | SE, SW            | Tây Nam        | Lambeth và Southwark       |
|  | Lewisham             | SE, BR            | Đông Nam       | Greenwich và Lewisham      |
|  | Merton               | CR, KT, SM, SW    | Tây Nam        | Merton và Wandsworth       |
|  | Richmond             | SW, TW            | Tây Nam        | Tây Nam                    |
|  | Southwark            | SE                | Đông Nam       | Lambeth và Southwark       |
|  | Sutton               | SM                | Tây Nam        | Croydon và Sutton          |
|  | Wandsworth           | SW                | Tây Nam        | Merton và Wandsworth       |